# Rip Torn
Elmore Rual "Rip" Torn, Jr. (født 6. februar 1931, død 9. juli 2019) var en amerikansk skuespiller bedst kendt som Artie fra komedieserien The Larry Sanders Show (1992-1998)

## Filmografi
- U.N.C.L.E. slår til (1966)
- Manden som kom ned på jorden (1976)
- Coma (1978)
- City Heat (1984)
- Nadine - en skudsikker affære (1987)
- Den beskidte bande (1987)
- Transit til himlen (1991)
- Beyond the Law (1992)
- RoboCop 3 (1993)
- Herkules (1997)
- Men in Black (1997)
- Fix og færdig (1998)
- Wonder Boys (2000)
- Men in Black II (2002)
- Freddy Got Fingered (2002)
- Dodgeball (2004)
- Welcome to Mooseport (2004)
- 3 familier + 1 begravelse (2004)
- Dodgeball: A True Underdog Story (2004)
- Marie Antoinette (2006)
- 30 Rock (2006)
- Bee Movie (2007)